# Louis Bisson
Louis Bisson (né « Louis Joseph Ernest Bisson ») à Hull (Québec) le 22 mars 1909 et mort le 19 septembre 1997, C.M., O.B.E., LL.B., est un aviateur canadien.
Louis Joseph Ernest Bisson, né à Hull en 1909, est le fils de Joseph Hector Bisson, contremaître, et de Marie Louise Lachance.
Il pilota au sein de la Royal Air Force Ferry Command pendant la Seconde Guerre mondiale.
Louis Bisson reçut la King's Commendation for Valuable Service in the Air le 11 juin 1942.  Il fut nommé officier de l'Ordre de l'Empire britannique le 1er janvier 1944.  Il fut admis comme membre de l'Ordre du Canada le 23 juin 1980.  Il fut intronisé au Panthéon de l’Air et de l’Espace du Québec le 21 octobre 2002.
Le pont Louis-Bisson qui enjambe la rivière des Prairies est nommé en son honneur.